# Buganda
Le Buganda est le royaume des 52 clans du peuple baganda, le plus grand des royaumes traditionnels de l'Ouganda actuel. Les trois millions de Bagandas (au singulier Muganda, souvent dénommés simplement par la racine du mot ou de l'adjectif, Ganda) sont le plus important groupe ethnique de l'Ouganda, même s'il ne représente qu'environ 16,7 % de la population totale. Le nom d'Ouganda, mot swahili pour Buganda, a été adopté par les autorités britanniques en 1894 quand ils ont créé le protectorat ougandais, centré au Buganda. Les frontières du Buganda sont marquées par le lac Victoria au Sud, le Nil blanc à l'est et le lac Kyoga au nord. 
La langue luganda, largement parlée au Buganda, est l'une des deux langues les plus utilisées avec l'anglais en Ouganda.

## Culture
L'autorité hiérarchique est le point majeur de la culture du Buganda. À l'époque pré-coloniale, l'obéissance au roi est une question de vie ou de mort. À la fin du XIXe siècle, le royaume qui s'étend au nord et à l'ouest du lac Nyanza-Victoria, est divisé en provinces dont les gouverneurs (nommés) prennent chacun un nom particulier : celui du Bouddou se nomme pokino, celui du Kyagwé, sékibobo, etc. . Les gouverneurs sont assistés de vice-gouverneurs, de chefs de cantons, et de chefs de village. Le roi nomme et révoque son ministre (katikoro), son commandant de la garde (moujasi), son maître du palais, son chef des pages, etc.
Cependant, une seconde caractéristique  majeure de cette culture est l'importance accordée à la réalisation personnelle, le futur d'un individu n'étant pas déterminé par son statut à sa naissance. Les individus déterminent leur vie par leur implication dans le travail mais aussi par le choix soigneux de leurs relations, alliés ou patrons.
L'économie traditionnelle Ganda est axée sur les cultures à récoltes. Cela contraste avec beaucoup de systèmes économiques d'Afrique orientale ; ici le bétail ne joue qu'un rôle mineur. Beaucoup de Bagandas font appel à la main d'œuvre du nord comme bergers. La banane est l'aliment principal, fournissant une base économique pour soutenir une forte croissance de la population. Ce type de culture n'exige pas de système de jachère. Il est cependant nécessaire de débroussailler de nouvelles zones pour maintenir la fertilité du sol. En conséquence, les villages de Ganda sont plutôt fixes. Les femmes effectuent la majeure partie du travail agricole, les hommes pratiquent souvent le commerce, la pêche, la chasse et la guerre pour la période pré-coloniale.
L'organisation sociale du Buganda souligne l'importance de la descendance masculine. Quatre ou cinq générations de descendants d'un homme constituent une lignée patriarcale. Un groupe de lignées parentes constitue un clan. Les chefs de clan peuvent appeler un conseil des têtes de lignée, et les décisions de conseil affectent toutes les lignées du clan. Plusieurs de ces décisions règlent le mariage, qui intervient souvent entre deux lignées différentes, formant des alliances sociales et politiques importantes entre les hommes des deux lignées. La lignée et les chefs de clan aident également à maintenir des pratiques efficaces d'utilisation de la terre, et elles inspirent la fierté du groupe au travers de cérémonies et du culte des ancêtres.
Les villages ganda, parfois constitués de quarante ou cinquante maisons, sont généralement situés à flanc de colline, laissant les hauteurs et les basses terres marécageuses inhabitées pour être utilisées comme zones de culture ou de pâturage. Les premiers villages ganda entourent la maison du chef, qui fournit un lieu de réunion pour les membres du village. Le chef collecte un tribut auprès de ses sujets, qu'il remet au Kabaka, le chef de lignée. Ce dernier redistribue les ressources, maintenant ainsi l'ordre et renforçant la solidarité sociale par ses capacités à prendre les décisions. À la fin du XIXe siècle, les villages ganda deviennent plus dispersés, le rôle du chef diminue en raison des troubles politiques, des migrations de la population et de révoltes populaires occasionnelles. La plus grande partie de leurs pouvoirs est captée par le « chef suprême », le kabaka du Buganda.
La famille au Buganda est souvent décrite comme un microcosme du royaume. Le père est révéré et obéi comme chef de famille. Ses décisions sont en général indiscutables. Le statut social d'un homme est déterminé par ceux avec qui il établit des liens de patronage. L'un des moyens de sécuriser ces relations passe par les enfants. Les enfants baganda, parfois dès l'âge de 3 ans, peuvent être envoyés pour vivre dans la maison d'un patron bénéficiant d'un statut social supérieur à celui de la famille. Ce placement cimente les liens entre les deux familles et permet une certaine mobilité sociale.

## Les clans du Buganda
Il y a au moins une cinquantaine de clans reconnus dans le Royaume du Buganda, et au moins six groupes qui réclament le statut de clan. Avec ce groupe de clans existent quatre sous-groupes distincts qui reflètent l'histoire des vagues d'immigration au Buganda.

## Histoire

### Le Buganda pré-colonial et colonial
À l'origine un État vassal du Bunyoro, le Buganda a rapidement pris plus de pouvoir au XVIIIe et au XIXe pour devenir le royaume dominant dans la région. Le Buganda n'a jamais été conquis par les armées coloniales. Au contraire, le puissant Kabaka Mwenga donne son accord pour obtenir le statut de Protectorat britannique. Mwenga se pose comme le souverain de tous les territoires jusqu'au Lac Albert. Il considère l'Agreement avec les Britanniques comme une alliance entre égaux. Les armées baganda aident l'établissement de colonies dans d'autres régions et les Baganda servent comme agents des impôts dans tout le Protectorat. Les centres de commerce au Buganda deviennent alors des villes importantes dans le protectorat et les Baganda saisissent les avantages procurés par la présence européenne, le commerce et l'éducation. À l'indépendance en 1962, le Buganda a atteint le plus haut niveau de vie et le plus haut niveau d'alphabétisation de tout l'Ouganda.

#### Les Kabaka du Buganda

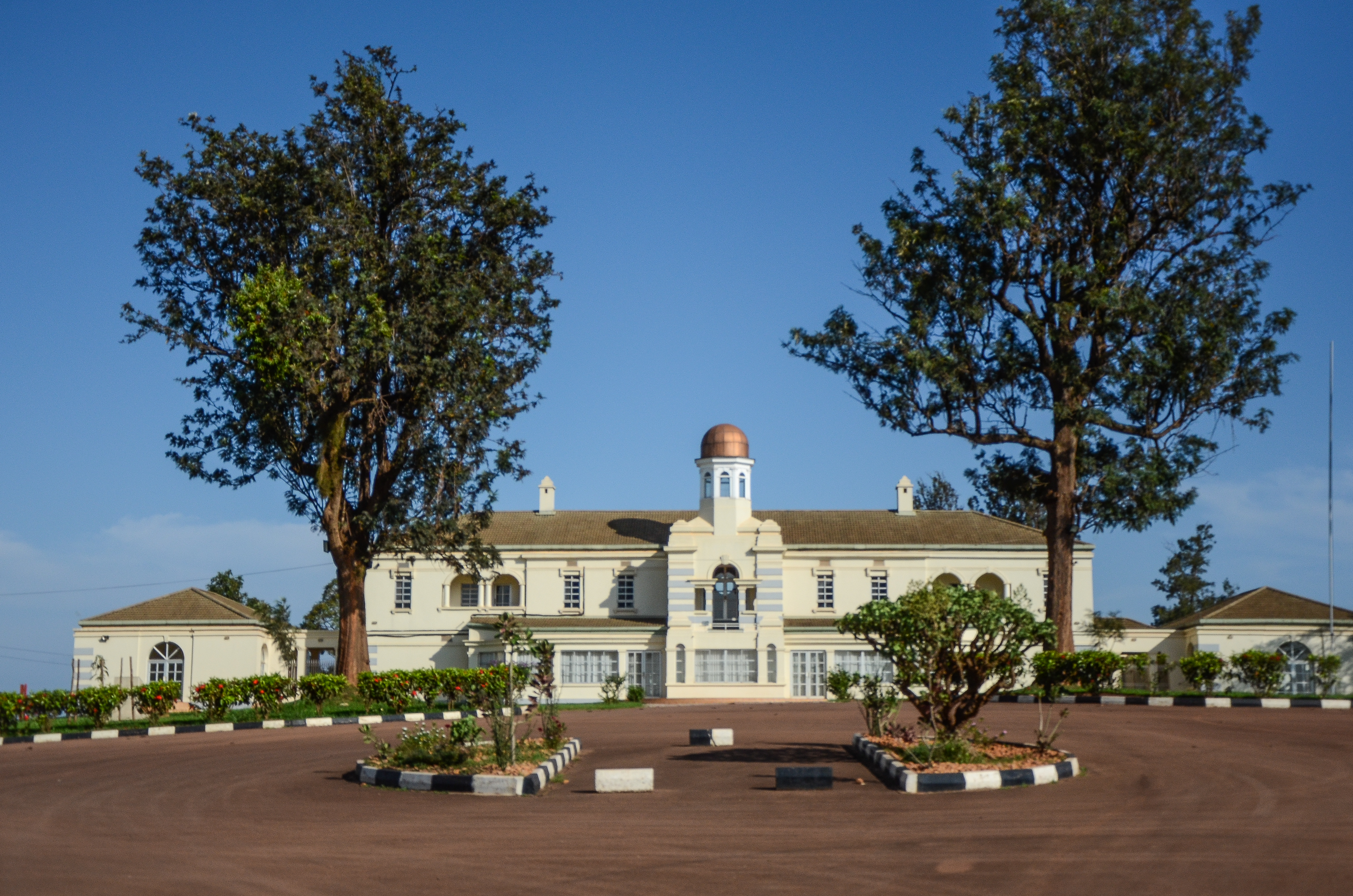
Le palais des Kabaka à Kampala.

L'influence des Baganda en Ouganda au XXe siècle reflète l'impact de son développement au XVIIIe et au XIXe siècles. Les Kabaka ont au fur et à mesure amassé beaucoup de pouvoir politique et militaire en tuant leurs rivaux pour le trône, en abolissant l'hérédité des postes et en exigeant des taxes de plus en plus élevées de leurs sujets. Les armées baganda s'emparent aussi des territoires appartenant jusqu'alors au Bunyoro, le royaume voisin à l'ouest du Buganda. Les normes culturelles ganda ont empêché l'établissement d'un clan royal en rattachant les enfants du Roi au clan de leur mère. Dans le même temps cette pratique autorise le roi à se marier dans tous les clans du royaume.
L'un des conseillers du kabaka le plus important est le Katikiko. Il est chargé de l'administration et de la justice du royaume. Le Katikiro et d'autres puissants ministres forment le cercle des plus proches conseillers du Kabaka. Le Kabaka et ces ministres peuvent réunir des chefs de plus bas niveaux et d'autres invités lors des séances de discussion de la politique du royaume. Ces séances ont différents noms, Lukiko en Luganda et baraza en Swahili. À la fin du XIXe siècle, le Kabaka a remplacé une grande partie des chefs de clan par des officiels. Il se décrit lui-même comme le "chef de tous les clans".
Le pouvoir du kabaka impressionne les représentants britanniques. Les dirigeants politiques du Bunyoto ne sont pas aussi réceptifs à l'arrivée des Britanniques sous l'escorte des Baganda. Le Royaume du Buganda devient alors le centre du nouveau protectorat, avec divers degrés de contrôle sur les autres royaumes : Toro, Ankole, Busoga et Bunyoro. Beaucoup de Bagandas tirent profit de l'ouverture des écoles européennes et du développement du commerce dans la région. Les Bagandas, en tant que représentants du protectorat aident les Britanniques à administrer les autres royaumes.

### Pouvoirs politiques avant l'indépendance du Buganda
La perspective des élections pour l'accession à l'indépendance est la cause d'une soudaine prolifération de nouveaux partis politiques. Ce développement alarme les chefs traditionnels des royaumes ougandais. Ils réalisent que le nouveau centre du pouvoir ne se placerait plus au niveau des royaumes mais au niveau national. Ce sont les réformes du gouverneur Sir Andrew Cohen en 1953 qui déclenchent cette vaste opposition. Lors d'un discours à Londres avec le Secrétaire d'État aux colonies, il est question d'une fédération de trois territoires africains : le Kenya, l'Ouganda et le Tanganyika, similaire à celle qui a formé la fédération d'Afrique centrale. Beaucoup d'Ougandais sont conscients que cette entité, qui regroupe la Rhodésie et le Nyassaland, est dominée par les intérêts des colons blancs, et expriment la crainte de voir une potentielle fédération est-africaine dominée par les colons blancs installés au Kenya, à une période où ceux-ci sont confrontés à la révolte des Mau Mau. Les Ougandais avaient déjà vigoureusement résisté à une suggestion similaire en 1930 de la Hilton Young Commission, et le gouverneur Cohen perd toute la confiance dont il bénéficiait auprès des chefs ougandais, et ce, alors même que le gouverneur pressait le Buganda de sacrifier son statut spécifique pour le bien d'un nouveau et plus grand État-nation.

Muteesa II, qui était perçu par ses sujets comme un roi non intéressé par leur bien-être, refuse dès lors de coopérer avec le plan de Cohen pour faire disparaître le Buganda . Il demande au contraire la séparation du Buganda du reste du Protectorat et son transfert sous la juridiction du Foreign and Commonwealth Office. La réponse de Cohen à cette crise est de déporter le kabaka en exil à Londres, construisant involontairement une figure de martyr aux yeux des Bagandas. Le sentiment latent de séparatisme prend ainsi la forme d'une tempête de protestation. L'action de Cohen a échoué. Il ne peut plus trouver personne parmi les Bagandas prêt à le supporter dans son projet. Après deux ans de frustration marquée par l'hostilité des Baganda, Cohen est forcé de réinstaller le Kabaka Muteesa II nommé aussi le « kabaka Freddie ».
Les négociations qui devaient mener au retour du kabaka prennent une tournure similaire aux négociations de 1900 avec le commissionner Johnston. Si en apparence elles sont satisfaisantes pour les Britanniques, elles retentissent comme une victoire pour les Bagandas. Cohen s'assure que le kabaka ne s'opposera pas à l'indépendance dans le cadre plus large de l'Ouganda. Le kabaka n'est lui pas uniquement réinstallé à  son poste, pour la première fois depuis 1879, mais de plus il peut à nouveau nommer et destituer les chefs du Buganda. Ces chefs sont le Gouvernement officiel du Buganda. Dans ce cadre le kabaka peut à nouveau agir pour ne plus apparaître comme une marionnette pendant que ces derniers conduisent les affaires du gouvernement. Les nouveaux pouvoirs du kabaka sont cachés par la trompeuse dénomination de monarque constitutionnel. Au lieu d'être un simple symbole, il redevient un personnage influent sur le mode de gouvernement du Buganda et au-delà de l'Ouganda. Un nouveau groupe de Baganda qui se nomment eux-mêmes les "King's Friends" se forme pour défendre le kabaka. Ils sont conservateurs et farouchement loyaux au Royaume du Buganda. Ils ne souhaitent  participer au projet d'indépendance de l'Ouganda que si celui-ci est dirigé par le kabaka. Les politiciens bagandas qui ne partagent pas cette vision sont appelés les King's Ennemies, ce qui signifie pour eux l'ostracisme politique et social. 
À côté de ces deux camps, les catholiques forment leur propre parti, le Democratic Party ou PD, conduit par Benedicto Kiwanuka. Beaucoup de catholiques se sentent exclus de la classe dirigeante, dominée par les protestants. Cette situation prévaut selon eux depuis 1892, lorsque Frederick Lugard choisit de soutenir le parti des protestants et chasse les Pères blancs et Mgr Hirth. Depuis lors, le Kabaka doit être choisi parmi les protestants. Il est intronisé par une cérémonie proche de celle qui existe pour les monarques britanniques. Elle se déroule dans la plus grande église protestante de la capitale Kampala. Le DP n'est pas formé uniquement de catholiques. Le Democratic Party est probablement la force la mieux organisée des parties en course pour les élections. Il dispose de machines à imprimer et du soutien d'un journal populaire, Munno, publié par la mission de St. Mary de Kisubi. 
En dehors du Buganda, l'émergence d'un kabaka comme force politique provoque une forte hostilité. Les partis politiques et les groupes d'intérêts locaux sont déchirés par les divisions et les rivalités, mais ils partagent une préoccupation commune : lutter contre la domination du Buganda dans le pays. En 1960, un homme politique originaire de Lango, Milton Obote saisit l'occasion et forme un nouveau parti, le Uganda People's Congress ou UPC. C'est une grande coalition de tous ceux qui en dehors des catholiques, sont opposés à l'hégémonie du Buganda. 
Les étapes que Cohen a formées pour amener l'Ouganda à une indépendance dans l'union amènent à une polarisation des forces politiques entre ceux qui soutiennent et ceux qui rejettent la domination du Buganda. La population du royaume atteint 2 millions en 1952, alors que l'Ouganda en compte au total 6 millions. Même sans compter les nombreux non-gandas qui résident dans le royaume, il y aurait au moins un million de personnes qui soutiennent le kabaka. À la conférence de Londres en 1960, il est évident que l'autonomie du Buganda et une unité forte de l'Ouganda est incompatible. Aucun compromis ne pouvant être trouvé, le choix d'une forme de gouvernement est remis à plus tard. Les Britanniques annoncent pourtant des élections pour choisir un « gouvernement responsable » pour le mois de mars 1961. Le gagnant de ces élections est assuré d'acquérir une expérience de gouvernement assez importante pour pouvoir mener le pays à l'indépendance.
Au Buganda, les King's Friends demandent le boycott total des élections par ce qu'elles représentent une atteinte à la promesse d'autonomie faite par les Britanniques. En conséquence, lorsque les électeurs se présentent devant les urnes pour élire les membres de l'Assemblée Nationale, seuls les catholiques du DP votent. Ils obtiennent vingt députés sur les vingt-deux sièges alloués au Buganda. Les catholiques dominent alors l'Assemblée, alors qu'ils ne représentent que 416 000 votes à l'échelle du pays contre 495 000 pour UPC. Benedicto Kiwanuka devient malgré tout le nouveau Premier Ministre de l'Ouganda
Choqués par les résultats, les Bagandas séparatistes qui ont formé un parti appelé Kanaka Yekka ou KY, regrettent le boycott des élections. Ils accueillent rapidement les recommandations de la British Commission qui propose une future forme fédérale de gouvernement. Selon ces recommandations, le Buganda devrait jouir d'une autonomie interne s’il participe au gouvernement national. Pour sa part, l'UPC veut également sortir son rival, le DP, du gouvernement. Obote rencontre le kabaka Freddie. Pendant cette réunion, ils se mettent d'accord pour des relations fédérales et même une position pour le kabaka qui permette de nommer des représentants à l'Assemblée nationale, en échange d'une alliance pour évincer le DP. Le kabaka promet aussi une position symbolique  importante à la tête de l'Ouganda. Ce mariage de circonstance entre l'UPC et le kabaka Yekka rend inévitable la défaite du DP. À la fin d'avril 1962, les élections finales pour l'indépendance voient se former un parlement composé de quarante-trois députés UPC et vingt-quatre députés KY. Cette nouvelle coalition mène l'Ouganda à l'indépendance en octobre 1962, avec Obote pour Premier Ministre et le Kabaka à la tête de l'État.

### Après l'indépendance
L’Ouganda accède à l'indépendance le 9 octobre 1962. Le premier président de la République est le kabaka du Buganda, Sir Edward Muteesa II. Cependant, dans l'Ouganda indépendant, les royaumes, dont le Buganda, perdent leur autonomie. Les monarchies sont révoquées après de longues discussions. S'il existe quatre grands royaumes au moment de l'indépendance, c'est le Buganda qui pose le plus de problèmes. Il se pose notamment la question de savoir comment déterminer le degré d''influence du gouvernement central sur le royaume et dans quelle mesure celui-ci accepte de s'y soumettre. En 1953, après sa déportation par le gouvernement du Protectorat, le roi était devenu le symbole fort de l'unité des baganda. Les débats se cristallisent après l'indépendance sur la question de la survie du Royaume du Buganda en tant que nation séparée centrée sur le roi. S'opposer au roi à ce moment-là aurait signifié un suicide politique local. 

Le 24 mai 1966 l'armée fédérale ougandaise attaque l'enceinte royale du Lubiri à Mengo avec des explosifs, le roi Muteesa II piégé à l'intérieur. Il parvient à s'enfuir avec l'assistance de prêtres de Lubaga, et réussit à sortir d'Ouganda pour trouver refuge à Londres, où il décède dans des circonstances mystérieuses trois années plus tard. L'armée ougandaise fait de l'enceinte royale un baraquement et du parlement du Buganda leur quartier général. Après ces évènements, il est difficile de savoir combien de Bagandas continuent à soutenir la royauté car le Premier ministre Milton Obote ne permet une expression libre sur ce sujet. En 1967, Obote modifie la constitution de 1966 pour donner à l'État ougandais le statut de république. 
En 1972, Milton Obote est renversé par son chef d'état-major : Idi Amin Dada. Dans les moments qui suivent le coup d'État, Idi Amin flirte un instant avec la restauration de la royauté mais il la refuse finalement. Obote trouve refuge en Tanzanie d’où il essaie de reprendre le contrôle du pays par une invasion militaire en septembre 1972, sans succès. Les partisans de Milton Obote au sein de l’armée ougandaise, principalement des populations Acholi et Lango, sont aussi impliqués dans cette invasion. La réponse d’Amin Dada est sanglante. Il fait bombarder les villes de Tanzanie et purge l’armée de tous les officiers d’origine Acholi ou Lango, qui sont pour la plupart exécutés. Les violences civiles s’accroissent, gagnent toute l’armée, puis la population ougandaise. Au fur et à mesure que cette violence augmente, Amin Dada devient de plus en plus paranoïaque, craignant même un coup d’État de son propre gouvernement.
L’économie du pays décline de plus en plus. Déjà affaiblie par le départ des Indo-Pakistanais, cœur entrepreneurial du pays, par celui de la plupart des hommes d’affaires étrangers, et par l’arrêt de l’aide occidentale, elle subit un nouveau coup en 1978 avec la chute du cours du café, principale exportation ougandaise. La Libye commence elle aussi à diminuer son aide.
En octobre 1978, des mutineries éclatent dans le sud-ouest du pays, une partie des militaires se réfugiant en Tanzanie voisine. Amin Dada, dont le régime est aux abois, saisit ce prétexte et ordonne alors l’invasion de la Tanzanie. Avec l’aide de 3000 hommes des troupes libyennes, Amin essaye d’annexer les provinces du nord de ce pays dans la région de Kagera. La Tanzanie, sous la présidence du Mwalimu Julius Nyerere, déclare alors la guerre à l’Ouganda et commence à contre-attaquer, enrôlant pour cela les exilés ougandais.
Le 11 avril 1979, Amin Dada est forcé de fuir Kampala. L’armée tanzanienne prend la ville avec l’aide des guérillas ougandaise (l’UNLA, l’Uganda National Liberation Army) et rwandaise. Amin s’envole pour l’exil, d’abord en Libye puis en Arabie saoudite. Il est alors hébergé à Djeddah par le gouvernement saoudien « par charité islamique et en remerciement pour son rôle dans la diffusion de l’islam » sous réserve qu’il ne se mêle plus de politique. L’État saoudien lui fournit une maison, assez modeste, mais aussi un chauffeur et du personnel de maison, pourvoit à sa subsistance et lui verse une pension. Le nouveau gouvernement ougandais choisit de le laisser en exil, disant qu’il est libre de revenir mais devrait alors faire face à ses crimes. 
Dans les années 1980, alors que Milton Obote retrouve le pouvoir, plus de la moitié des Bagandas n'ont jamais vécu sous le règne d'un roi. Le parti conservateur, un groupe marginal mené par le dernier Premier ministre du roi, conteste les élections de 1980 mais il ne reçoit que peu de soutien. Le National Resistance Movement (NRM) dirigé par Yoweri Museveni tente en 1986 de renverser le pouvoir. Alors qu'ils se battent contre les partisans de Milton Obote, les leaders du NRM ne peuvent pas être assurés de l'accueil qui leur serait fait par les Bagandas. Ils ont mis au point un programme en 10 points. Sur la question de la royauté, le NRM est ambivalent. D'un côté, la révolte contre le régime de Milton Obote est conduite sur le territoire du Buganda et implique beaucoup de soldats baganda. Le NRM est donc dépendant pour une large part du sentiment de rejet du parti de Milton Obote, l'UPC, par les baganda. D'un autre côté, les baganda qui entrent dans le NRA et qui reçoivent une formation politique rejettent les principes politiques basés sur la royauté. Néanmoins, Museveni aurait promis devant des ougandais, vers la fin de la guérilla, de rétablir la royauté et de permettre au prince Ronald Mutebi, le fils de Muteesa II, de devenir kabaka. Malgré tout, une grande partie des Ougandais restent opposés à ce rétablissement car ils craignent que cela ne renforce le poids politique du Baganda.
Une controverse émerge quelques mois après la prise de pouvoir par le NRM en 1986, quand les chefs des clans du Buganda organisent une campagne publique pour la restauration de la royauté, le retour du bâtiment du parlement toujours occupé par le NRM et enfin la permission pour le prince Mutebi de revenir dans le pays. Dans les mois suivants, le gouvernement lutte pour reprendre l'initiative politique contre les chefs de clan. En juillet 1986, le Premier ministre Samson Kisekka, un Muganda, dit ouvertement aux Bbagandas, lors d'une fête, d'arrêter ces « propos stupides ». Sans explication, le gouvernement ordonne l'annulation des célébrations pour l'installation d'un héritier d'un autre royaume de l’Ouganda qui devaient se tenir une semaine plus tard. Cependant les journaux continuent de relayer les demandes croissantes des chefs de clan pour le retour du prince Mutebi. Le cabinet du gouvernement rend public un rapport qui prend en compte l'intérêt public pour cette question mais qui insiste sur le fait que la restauration ne peut être étudiée que par la prochaine assemblée constitutionnelle. Trois semaines plus tard, le NRM produit sa propre déclaration qui condamne les supporters de la restauration comme des " opportunistes mécontents qui se font passer pour des monarchistes" et qui menace de poursuites toute personne qui continuerait à s'exprimer sur cette question. Dans le même temps, le Président accepte de rencontrer les chefs de clan baganda même si cela relance la controverse. Contre toute attente, le président convainc le prince Mutebi de revenir au pays en secret dans le courant du mois d'août 1986. Le gouvernement fait arrêter 10 jours plus tard un certain nombre de baganda, accusés de comploter contre le gouvernement pour restaurer le roi. Pour tenter de contrer le vent nationaliste du Buganda, Museveni est forcé de prendre des mesures pour contrer le sentiment populaire. La question de la royauté n'est pas réglée et elle est susceptible de ré-émerger avec une intensité égale et des conséquences imprévisibles au moment de la rédaction de la nouvelle constitution. 
La monarchie est finalement restaurée en 1993 avec le fils de Muteesa II, Mutebi II comme nouveau kabaka. Le Buganda est une monarchie constitutionnelle avec un Parlement, le Lukiiko qui siège dans le bâtiment appelé Bulange. Le Lukiiko a un Sergeant-at-arms, un porte-parole et des sièges intérimaires pour les 18 chefs royaux de comté et les 52 chefs de clan. Le Parlement a aussi un cabinet des ministres. Le kabaka n'assiste qu'à deux sessions par an, celle d'ouverture et celle de fermeture.

## Monarques
- 1584-1614 : Ssuuna Ier
- 1674-1680 : Mutebi Ier
- 1740-1741 : Mwanga Ier
- ….-…. : Daudi Chwa Ier
- 1825-1857 : Ssuuna II
- 1857-1884 : Muteesa Ier
- 1884-1888 : Mwanga II
- 1888-1889 : Kiweewa
- 1889-1892 : Kalema
- 1892-1897 : Mwanga II
- 1897-1939 : Daudi Chwa II
- 1939-1966 : Muteesa II
- 1966-1993 : monarchie abolie
- depuis 1993 : Mutebi II